# Матери и матроны

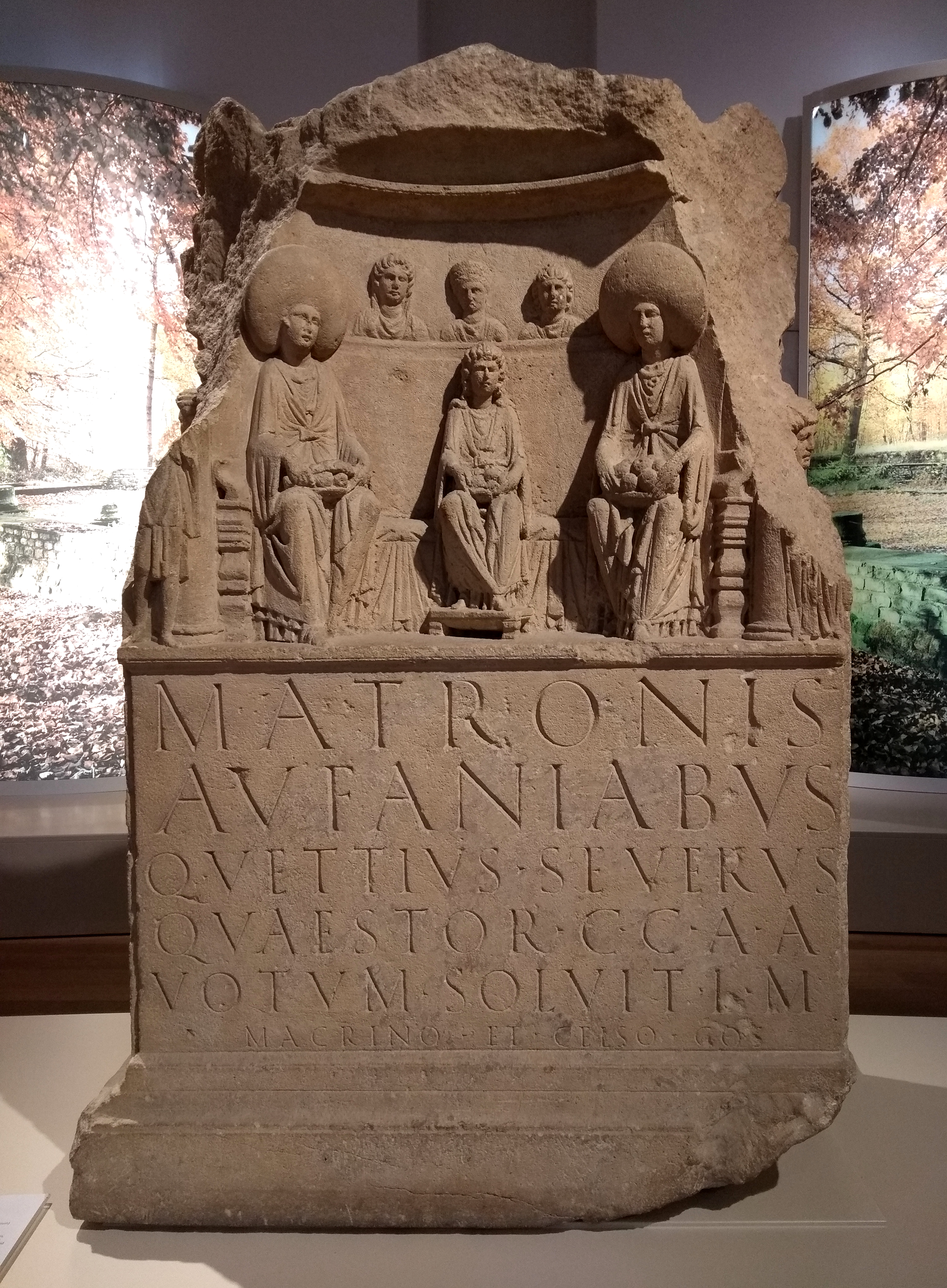

Матери (лат. matres) и матроны (matronae) — женские мифологические персонажи, почитавшиеся в I-V веках на северо-западе Европы, в частности, в римских Германии, Галлии и северной Италии. В письменных источниках они не упоминаются и известны прежде всего по вотивным табличкам и рельефам. Изображались «матроны» почти всегда по трое, часто с атрибутами плодородия. Иногда у одной из них были распущены волосы, тогда как у двух других головы были по обычаю замужних женщин покрыты, что позволило некоторым исследователям предположить, будто три «матроны» олицетворяли различные стадии женской жизни: девушка, мать, старуха. По дарственным надписям на рельефах и табличках известно, что «матроны» почитались под разными эпитетами, часто кельтского или германского происхождения; например, эпитет Aufaniae трактуется как романизированное германское слово, означающее «дарующие изобилие». Сам обычай почитания «матрон» воспринимается как адаптированный под римскую традицию кельтский или германский языческий культ. Их сопоставляли с германо-скандинавскими норнами и дисами, кельтскими триадами Сулис — Сулевия — Бригантия и Морриган — Бадб — Немайн. Изображения «матрон», найденные на убийских территориях, обнаруживают известное сходство с иконографией докельтской богини Нехаленнии.
Некоторые учёные предполагают, что культ «матерей и матрон» нашёл своё продолжение в почитании «трёх Марий» (у Креста Господня — Богородица, Мария Магдалина и Мария Клеопова; или у Гроба Господня — Мария Магдалина, Мария Иаковлева и Мария Саломия).